# FM 나가사키

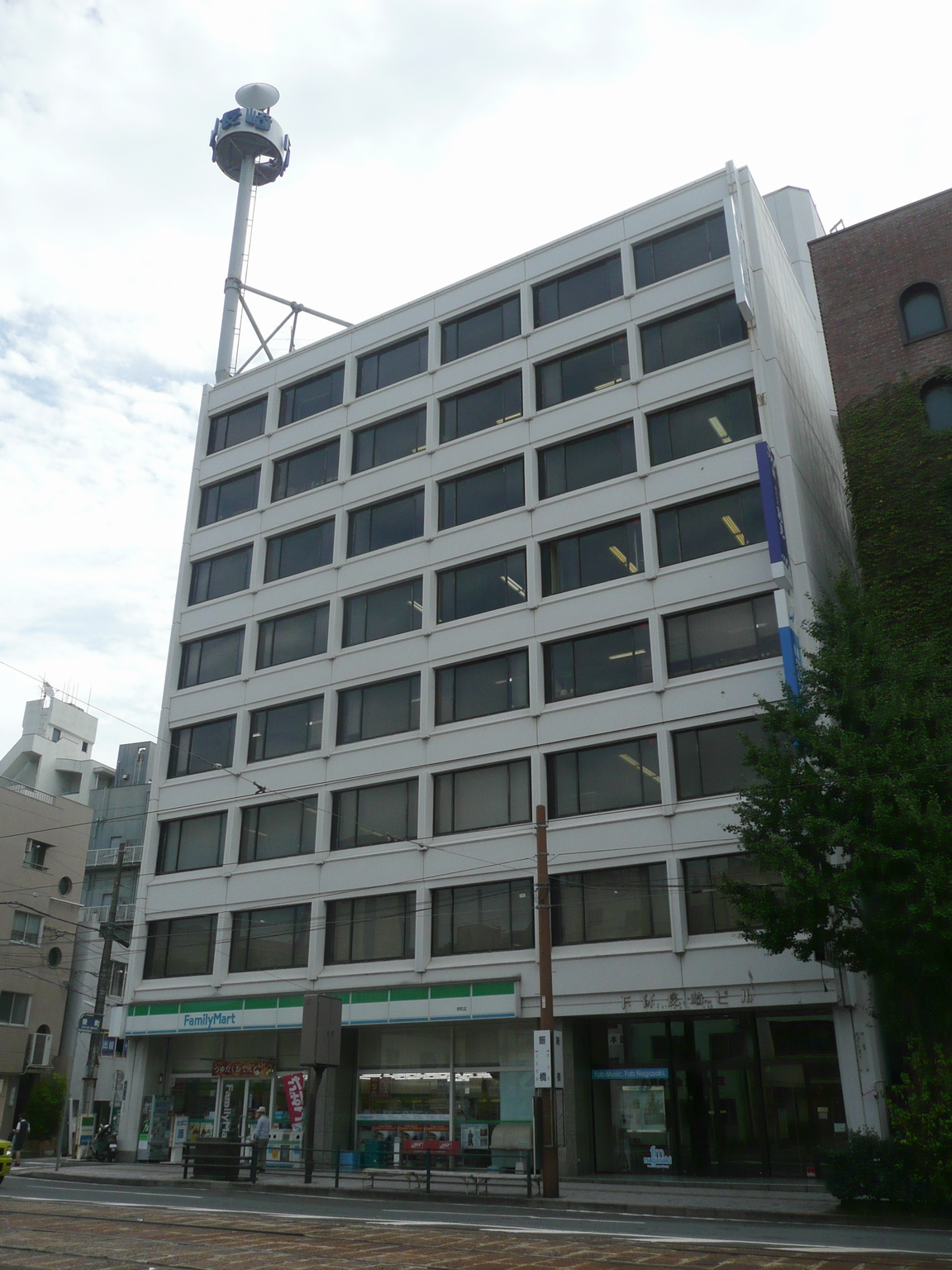
FM 나가사키

FM나가사키는 일본의 FM라디오 방송국으로 나가사키현에서 방송을 실시하고 있다.
JFN에 가맹했으며 애칭은 fm nagasaki, 콜사인은 JOHU-FM이다.

## 연혁
- 1981년 11월 20일 -  라디오 예비 면허 교부
- 1982년 4월 12일 -  주식회사 FM나가사키 설립
- 1982년 10월 1일 - 일본 7번째 민영FM방송국으로 개국
- 2007년 4월 1일 - 애칭을 SMILE-FM에서 fm nagasaki로 바꾸었다.

## 주파수
- 나가사키 방송국:79.5MHz(출력:1kW)
- 사세보 중계국:80.3MHz(출력:300W)
- 히라도 중계국:79.2MHz(출력:10W)
- 이사하야 중계국:78.9MHz(출력:30W)
- 시마바라 중계국:89.3MHz(출력:10w)
- 미나미시마바라 중계국:77.8MHz(출력:3w)

## 나가사키현에 있는 다른 텔레비전·라디오 방송국
- NHK 나가사키 방송국
- 나가사키 방송(NBC)(TV는 도쿄 방송 계열국, 라디오는 JRN&NRN계열국)
- 나가사키 국제 TV(NIB)(니혼 TV계열)
- 나가사키 문화방송(NCC)(TV 아사히계열)
- TV 나가사키(KTN)(후지 TV계열)